# Venecia Fútbol Club
El Venecia FC ("Venecia Fútbol Club") fue el primer equipo de fútbol de los italianos en Venezuela, siendo fundado en Caracas al inicio de 1930.

## Historia
Con la llegada de numerosos italianos emigrantes a Venezuela en las primeras décadas del siglo XX, empezó a crearse una afición por el fútbol en la pequeña colonia italiana (especialmente en la región alrededor de la capital Caracas). Fue así que judadores nacidos en Italia, como Ravazzoli, participaron en los primeros campeonatos amateur de Venezuela con el Deportivo Venezuela desde su fundación en 1926. 
A primeros de 1930 Ravazzoli y otros italianos crearon el "Venecia FC", un equipo de futbol amateur que duró pocos meses siendo "asimilado" y substituido por el Italia FC en la segunda mitad de ese mismo año. El nombre 'Venecia' de este equipo estaba reacionado con el histórico Venezia FC de Italia, ya que esos italianos eran originarios -en su mayoría- de esa famosa ciudad italiana.
Parece ser que la causa de la "asimilacion" fue debida al escaso presupuesto del Venecia FC y a la necesidad de atraer italianos de otras regiones de Italia como hinchas del equipo (que se llamó "Italia FC" desde otoño de 1930). 
El Venecia jugaba inicialmente en el campo de "El Paraiso" en Caracas.